# Bengt Nerman
Bengt Johan Nerman, född 3 oktober 1922 i Stockholm, död 14 augusti 2016 på Blidö, Norrtälje kommun, var en svensk litteraturvetare, författare, samhällsdebattör och journalist. Han var son till Ture Nerman.
Bengt Nerman disputerade på en avhandling om Walter Ljungquist och blev docent i litteraturhistoria. Han var lärare vid Folkuniversitetet och Journalisthögskolan i Stockholm. Han ställde sig mycket kritisk till journalistutbildningen så som den hade utformats sedan 1960-talet.